# Parasia
Parasia é uma vila no distrito de Barddhaman, no estado indiano de Bengala Ocidental.

## Demografia
Segundo o censo de 2001, Parasia tinha uma população de 8684 habitantes. Os indivíduos do sexo masculino constituem 56% da população e os do sexo feminino 44%. Parasia tem uma taxa de literacia de 55%, inferior à média nacional de 59,5%: a literacia no sexo masculino é de 65% e no sexo feminino é de 42%. Em Parasia, 14% da população está abaixo dos 6 anos de idade.